# Maya Zack
Maya Zack (en hébreu : מאיה ז"ק, née à Tel Aviv en 1976) est une artiste contemporaine et vidéaste israélienne. Elle s'intéresse à la disparition de l'histoire de la Shoah en Europe.

## Biographie
Maya Zack étudie à l'Académie d'art et de design Bezalel de Jérusalem.
Son travail remporte plusieurs prix, parmi lesquels le prix du musée Isracard et Tel Aviv, le prix Idud Hayetzira, le prix Adi, le prix Celeste de  Berlin en 2008, Conseil des arts de la loterie d'Israël, CCA Tel Aviv.
Son œuvre fait l'objet d'expositions monographiques à Rome, Tel Aviv, Paris, New York, Berlin, Jérusalem, Cologne.

## Carrière artistique
Le travail de Maya Zack est à la fois un travail de recherche notamment archivistique et de mémoire pour conjurer l'histoire manquante des juifs en Europe. La Shoah et l’entreprise de disparation de cette histoire est au cœur de son travail, qu’elle cherche à conjurer.
Son court-métrage Mother Economy de 2007, suit les activités domestiques d’une femme pendant la Seconde Guerre mondiale et la rationalisation de ses gestes. Elle superpose la vie quotidienne et le travail d’archivage déjà en cours, pour ne retenir que certains gestes.
Dans un décor des années 1930, Black and White Rules, réalisé en 2011, elle fait intervenir une scientifique, pendant des séances de dressage de chiens. Dans Counterlight, réalisé en 2016-2017, Maya Zack tente de glisser dans une photographie de Paul Celan, témoin de l’Holocauste, à Czernowitz. Elle questionne la construction de la mémoire à travers les archives, et le risque d'oubli.

## Expositions (sélection)
- La Mémoire en action, MAHJ, Paris, 2021
- Contre - lumière, Musée de Tel-Aviv[7], Tel-Aviv, 2016
- Outlined Absence, Projets parallèles de Manifesta 10, Taiga Space, Saint-Pétersbourg, 2014
- Le Shabbat mystique, Galerie Alon Segev, Tel Aviv
- The Shabbat Room, une installation permanente au Musée juif de Vienne, Vienne, 2013
- Living Room [8],[9],[10],[11],[12], The Jewish Museum, New York, États-Unis, 2011
- Mother Economy - vidéo et dessins, Galerie CUC, Berlin, 2011
- Salon, Galerie Alon Segev, Tel Aviv, 2011
- Black and White Rule – Open Set, Yafo 23, Galerie Bezalel Jérusalem, 2011
- Salle de lecture, Bialik House Museum, Tel Aviv, 2009
- Mother Economy [13], The Jewish Museum, Media Center Gallery, New York, 2008

## Vidéographie
- Contre-Lumière, 2016
- Règle noir et blanc, 2011 [14]
- Économie mère, 2007 [15]
- Béton et Ciment 2 : Porte à Porte, 2005
- Mème 2. - Les Unités, 2004
- Mème 1, 2003
- Béton et ciment 1 : Préparatifs de la cérémonie des personnes ressemblantes, 2003
- Hier Seid Ihr Zusammen, 2000.

## Prix
- Prix Idud Hayetzira, Ministère israélien de la Culture, 2011
- Prix Isracard et Tel Aviv Museum of Art, 2011
- Prix Adi pour l'expression juive dans l'art et le design, par la Fondation Adi et le Musée d'Israël à Jérusalem, 2010
- Prix Celeste, Art Prize Berlin, 1er prix Catégorie Artiste, 2008
- The Young Artist Award, Ministère israélien de la Culture, 2005
- Prix d'excellence, Bezalel, Academy of Art and Design, Département des Beaux-Arts, Jérusalem, 2000

## Publications
- Maya Zack : Acting Memory (Arles : Actes-Sud 2015) (ISBN 978-2-330-04885-3)
- Maya Zack : The Shabbat Room (Vienne : Le musée juif de Vienne et Verlag für moderne Kunst 2014) (ISBN 978-3-86984-519-7)